# Zuzana Light
Zuzana Light (* 29. April 1982 in Prag als Zuzana Majorová) ist eine tschechische Fitnesssportlerin und ehemalige Erotikdarstellerin, die vor allem durch ihre Trainingsanleitungen und Workoutvideos bekannt wurde. Die Videos werden in regelmäßigen Abständen, meist täglich, von Zuzana und ihrem Mann Frederick Light auf ihrem Blog BodyRock.tv sowie auf YouTube veröffentlicht. Seit 2015 – nach der Trennung von ihrem Mann – betreibt sie eine eigene Fitness-Internetseite unter dem Namen Zuzka Light.

## Werdegang

### Anfänge als Pornodarstellerin
Geboren und aufgewachsen in Prag, verließ Zuzana Majorová ihr Elternhaus bereits als Minderjährige. Um sich ihren Lebensunterhalt zu verdienen, arbeitete sie als Nacktmodell und wirkte in einigen Erotikfilmen und Softpornos unter dem Künstlernamen Susana Spears mit. Durch diese Tätigkeit erlangte sie in ihrem Heimatland eine gewisse Berühmtheit. Sie selbst bezeichnete die Arbeit jedoch als „erniedrigend“ und wollte von dem Genre wegkommen. 2002 hatte Zuzana einen kurzen Auftritt in der deutschen Filmkomödie Feuer, Eis & Dosenbier an der Seite von Axel Stein und Rick Kavanian. Dies brachte jedoch nicht den gewünschten Wechsel, und sie wirkte anschließend wieder in Pornofilmen mit, wie 2003 in zwei Filmen mit Markéta Bělonohá und in der Reihe Actiongirls.com mit Silvia Saint. 2008 trat Zuzana letztmals in einem Pornofilm auf.

### BodyRock.tv
Nachdem sie Frederick „Freddy“ Light geheiratet hatte, zog sie mit ihm in dessen Heimatland Kanada. In Toronto arbeitete Zuzana in einem Blumenladen. In ihrer Freizeit drehte sie mit ihrem Mann Workoutvideos, die sie auf YouTube sowie ihrem eigenen Blog veröffentlichen.
Diese Videos können kostenlos abgerufen werden, und die gezeigten Übungen sind speziell auf das Training in der eigenen Wohnung ausgerichtet. Während in regulären Workoutvideos oft viele Geräte zum Einsatz kommen, verzichtet Zuzana in sogenannten Eigengewichtübungen bewusst darauf bzw. arbeitet sie mit sehr wenigen Hilfsmitteln und setzt diese dann dementsprechend häufig ein. Eine weitere Besonderheit ist die besonders kurze Trainingszeit, die durch Kraftübungen im Intervallmodus erzielt wird. Dieses Konzept wurde bei den Internet- und YouTube-Usern schnell sehr beliebt. Die Videos wurden bis zu 25 Millionen Mal pro Monat gesehen und Zuzana wurde von der Webseite stayfitbug.com als einflussreichste Fitnesstrainerin im Internet bezeichnet.
Der Erfolg beim Internetpublikum machte weitere Medien auf den Blog und die Videos aufmerksam. So wurde über Zuzana unter anderem in einem Artikel des New York Times Magazins sowie bei CBS News berichtet.
Inzwischen haben Zuzana und Freddy den Inhalt ihres Blogs um Ernährungstipps erweitert und binden die Leser mit ein. So werden Videos und sogenannte „Vorher-Nachher“-Fotos der User gezeigt, die mit Hilfe der Workoutvideos ihre Körperform verändert haben. Außerdem zeigen sie neben den Trainingsvideos auch reine Privatvideos, die den Charakter von Reality-TV haben, zum Beispiel aus dem Urlaub.

## Filmografie (Auswahl)
- 2002: Feuer, Eis & Dosenbier
- 2003: Bound Cargo
- 2003: Chained Fury: Lesbian Slave Desires
- 2004: Girls Hunting Girls
- 2006: Actiongirls.com Volume 2
- 2007: On Consignment
- 2008: Horrorbabe.com: Volume 1